# Plehan
Plehan è un villaggio sotto l'amministrazione di Derventa. È presente una comunità di frati francescani con relativi monastero e chiesa. Si tratta di un villaggio collinare con case sparse.